# 2022年巴林大选
2022年11月12日，巴林举行大选，选出代表理事会的40名成员，11月19日在部分选区进行了第二轮选举。
本次选举在国内外都遭到谴责，人权团体谴责“政治压迫”的气氛，总部设在伦敦的巴林权利与民主研究所称选举为“骗局”，国际特赦组织认为选举是在“政治压迫环境下进行的，在这十年间，当局侵犯人权、剥夺公民权利，禁止政治反对党和关闭独立媒体”。国际特赦组织在一份报告中指出，巴林的政治制度实际上不允许公民和平合法的寻求宪法改革。
在国内，与2018年大选相同，本次选举被呼吁抵制。在选举日，黑客攻击并关闭了政府网站，包括选举、议会和新闻相关网站，黑客组织“al-Touafan”（洪水）宣布对部分攻击负责，称攻击行动是由于“当局的迫害以及虚假选举”。

## 选举制度
40名代表理事会议员采取两轮选举制，从单一议员选区中产生，如果没有候选人在第一轮获得多数票，则进行第二轮选举。
根据2002年巴林宪法，代表理事会是巴林议会的下院，负责审查和通过国王及国王任命的内阁提出的立法。上议院，即协商会议，成员由国王任命，可以阻止下议院通过的立法。
只有巴林公民有权在选举中竞选和投票，许多政治异见人士被剥夺了巴林公民的身份。21.5%的巴林公民的选举权被剥夺，比例高于2018年大选，2018年有365,467名选民符合资格，2022年只有344,713名。
选民人数占巴林150万人口的比例不到四分之一，因为大多数居民没有公民身份。